# Alexandre Hélio
Alexandre Hélio (em grego: Ἀλέξανδρος Ἥλιος, transl.: Alèxandros Hḕlios; em latim: Alexander Helius; Alexandria, 25 de dezembro de 40 a.C. — 29 a.C. ou 25 a.C.), comumente conhecido como Hélio e às vezes como Heliano (em latim: Helianus), foi um dos filhos gêmeos de Cleópatra e Marco Antônio.

## Biografia
Em 34 a.C., nas Doações de Alexandria, seus pais o proclamaram rei da Arménia, da Média, da Pártia e dos países que viessem a ser descobertos entre o rio Eufrates e o rio Indus, apesar de a maior parte desses territórios estarem fora do seu controle, na época.
Em 33 a.C., Alexandre contraiu núpcias com Jotapa, princesa da Média, filha do rei Artavasdes II da Arménia. O casal de infantes viveu em Alexandria até a queda de Cleopatra. Jotapa abandonou o esposo e voltou ao seu país, quando Antônio e Cleópatra se suicidaram, após a derrota para Otávio (30 a.C.).
A partir desse ponto, o destino de Alexandre Helios é incerto. Dião Cássio e Plutarco dizem que ele foi poupado por Otávio, juntamente com sua irmã gêmea, Cleópatra Selene II e com seu irmão mais novo, Ptolomeu Filadelfo, sendo levados a Roma, aonde, em 29 a.C., teriam desfilado como prisioneiros de guerra no triunfo de Otávio, para depois serem integrados na futura familia imperial romana, sendo assim, educados por Otávia, irmã de Otávio e ex-esposa de Marco Antônio.
Na lista de monarcas armênios, Alexandre Hélio aparece como um rei não-dinástico.